# Spiegelbild (Gu Shi)
Spiegelbild (chinesisch 倒影 / 倒影, Pinyin Dàoyǐng) ist eine Science-Fiction-Kurzgeschichte der chinesischen Schriftstellerin Gu Shi, zuerst veröffentlicht im Juli 2013. Eine deutsche Übersetzung von Marc Hermann erschien am 9. März 2020 in der Anthologie Zerbrochene Sterne, herausgegeben vom Heyne Verlag.

## Handlung
Der Professor Mark führt seinen Masterstudenten Ed Lin unerwartet zu einer Hellseherin, die ihm mitteilt, dass sie sich irgendwann kennen werden. Viele Jahre später hat Ed Lin eine journalistische Laufbahn eingeschlagen und soll erneut die Hellseherin, die inzwischen zahlreiche bedeutende Ereignisse vorhergesehen hat, besuchen und mit ihr ein Interview führen. Die Hellseherin hat sämtliche Antworten bereits vorbereitet und verrät Ed Lin die Quelle ihrer Gabe. Ihre Erinnerungen sind verdreht, sie erinnert sich an die Zukunft, aber dafür nicht an die Vergangenheit. Das hat zahlreiche seltsame Konsequenzen, etwa weiß sie von einer früheren Begegnung mit Ed Lin daher überhaupt nichts, meint aber, es würde noch eine letzte in der Zukunft geben. Viele Jahre später erfährt Ed Lin bei dieser Begegnung die Wahrheit aus einer Untersuchung von Mark zu einem allwissenden Menschen, welcher über Erinnerung an Vergangenheit und Zukunft verfügt und sich dadurch in zwei Persönlichkeiten aufgespalten hatte. Ed Lin erinnert sich vor einem Spiegel an genau diesen Moment, als seine Eltern in ein Auto stiegen und ihm der bevorstehende Autounfall klar wurde.